# Calvaire de la chapelle de Rosquelfen
Le calvaire de la chapelle de Rosquelfen est situé à Laniscat en France.

## Localisation
Le calvaire est situé sur le territoire de la commune de Laniscat, dans le cimetière de la chapelle Notre-Dame de Rosquelfen, dans le département des Côtes-d'Armor en région Bretagne.

## Description
Le calvaire présente un socle sculpté représentant le baptême du Christ, le procès du Christ, le Christ en croix, la  résurrection du Christ.

## Historique
Le calvaire est inscrit au titre des monuments historiques par arrêté du 23 juin 2014,.

## Galerie

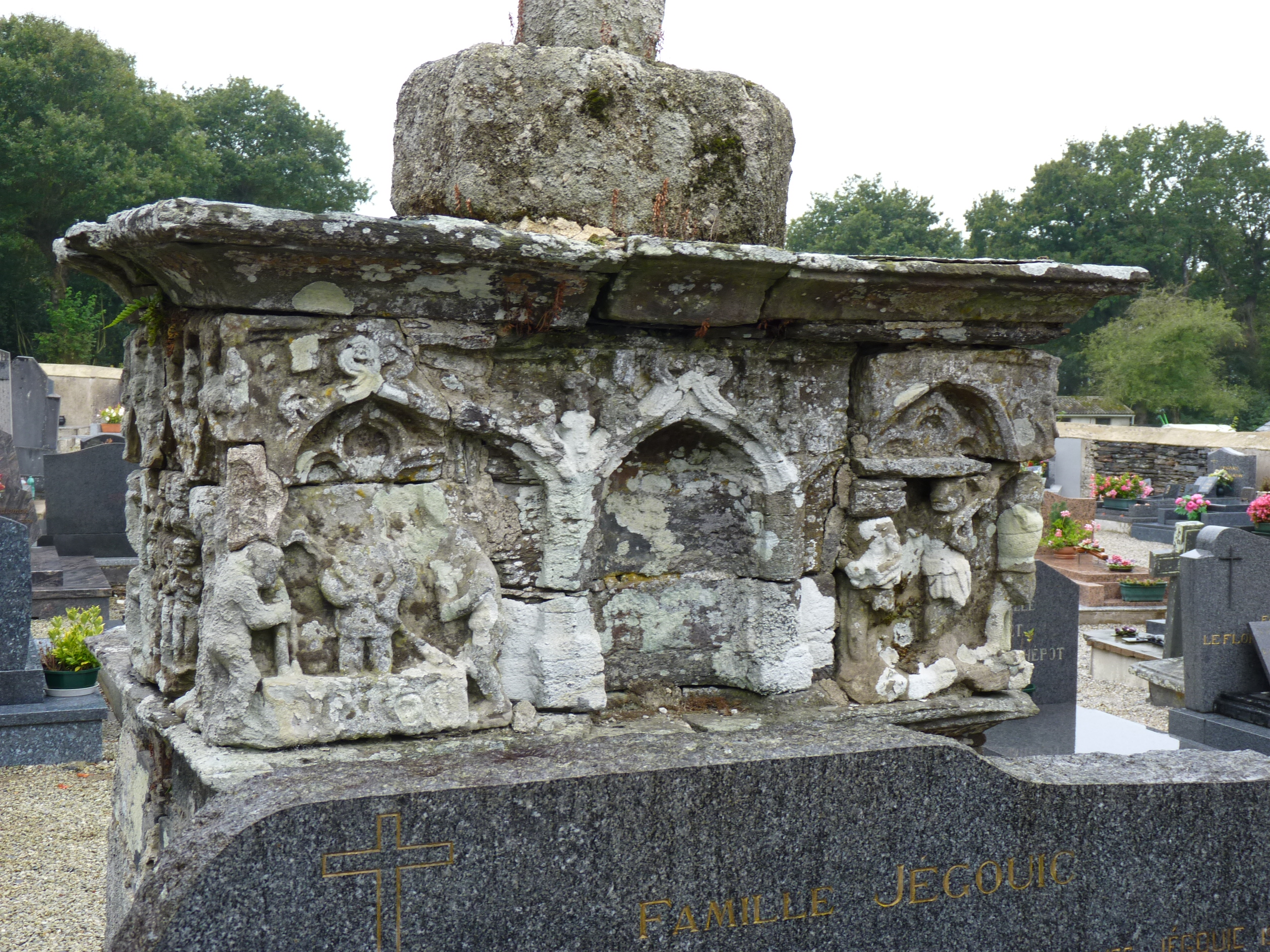
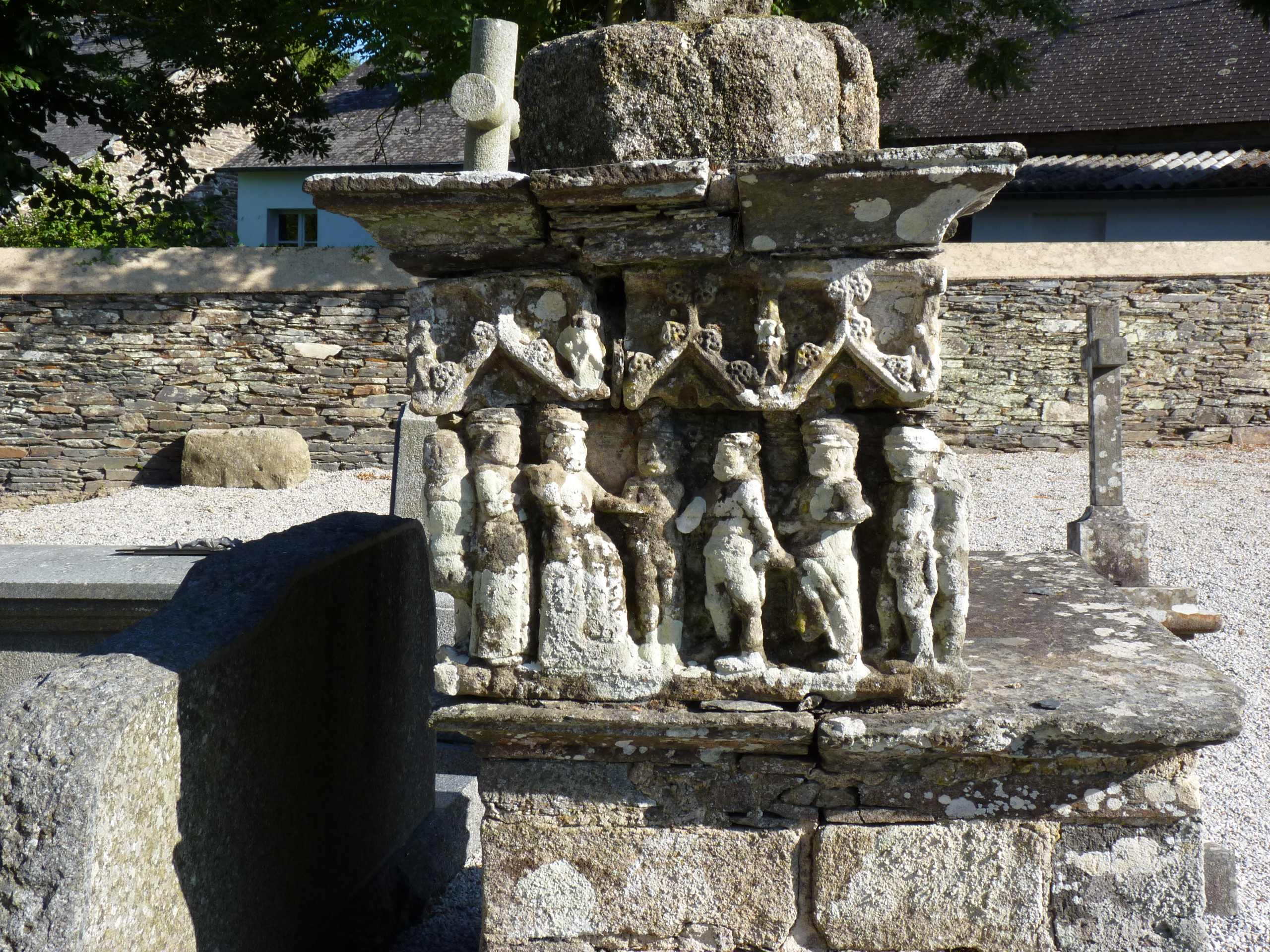
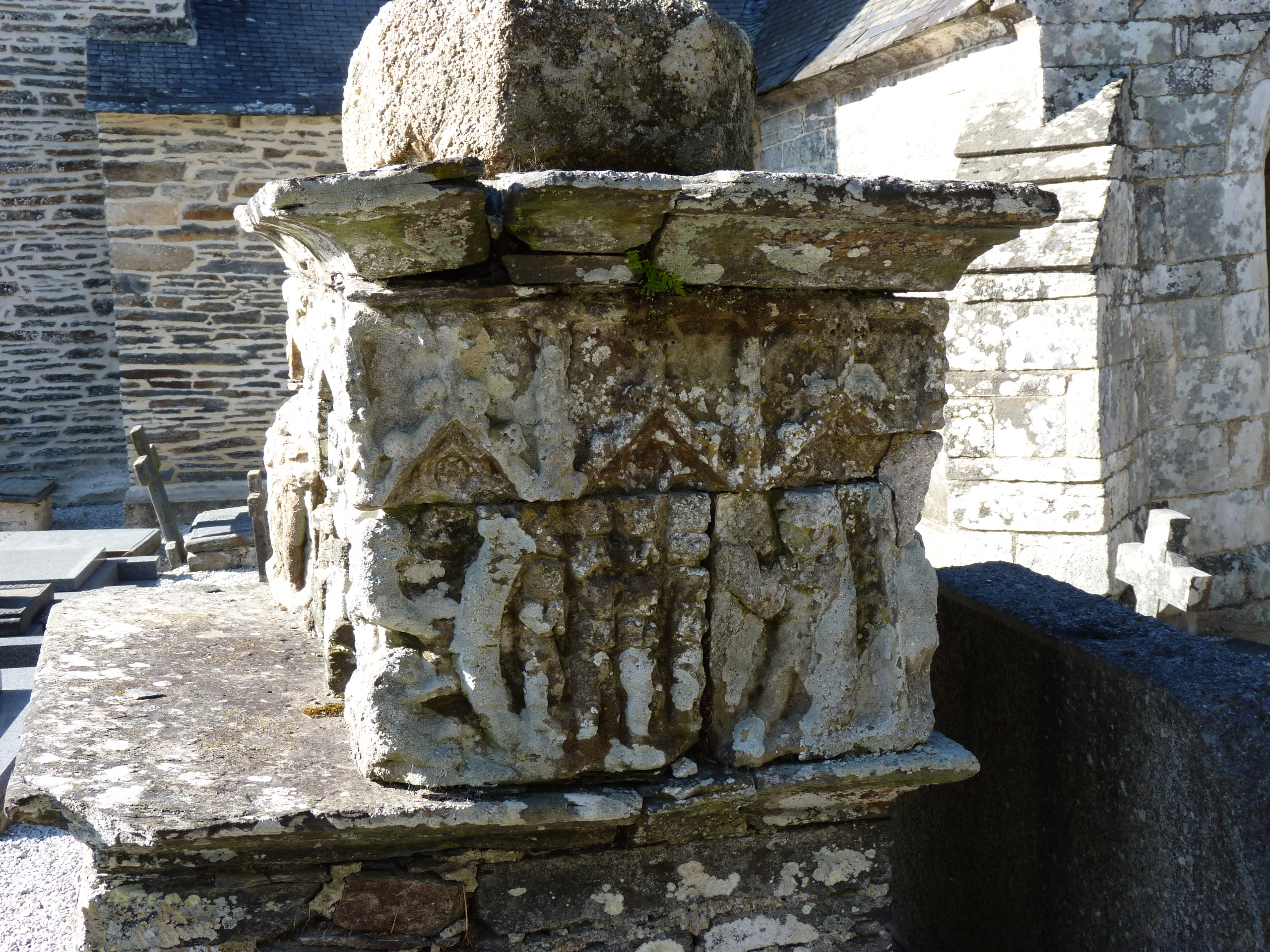
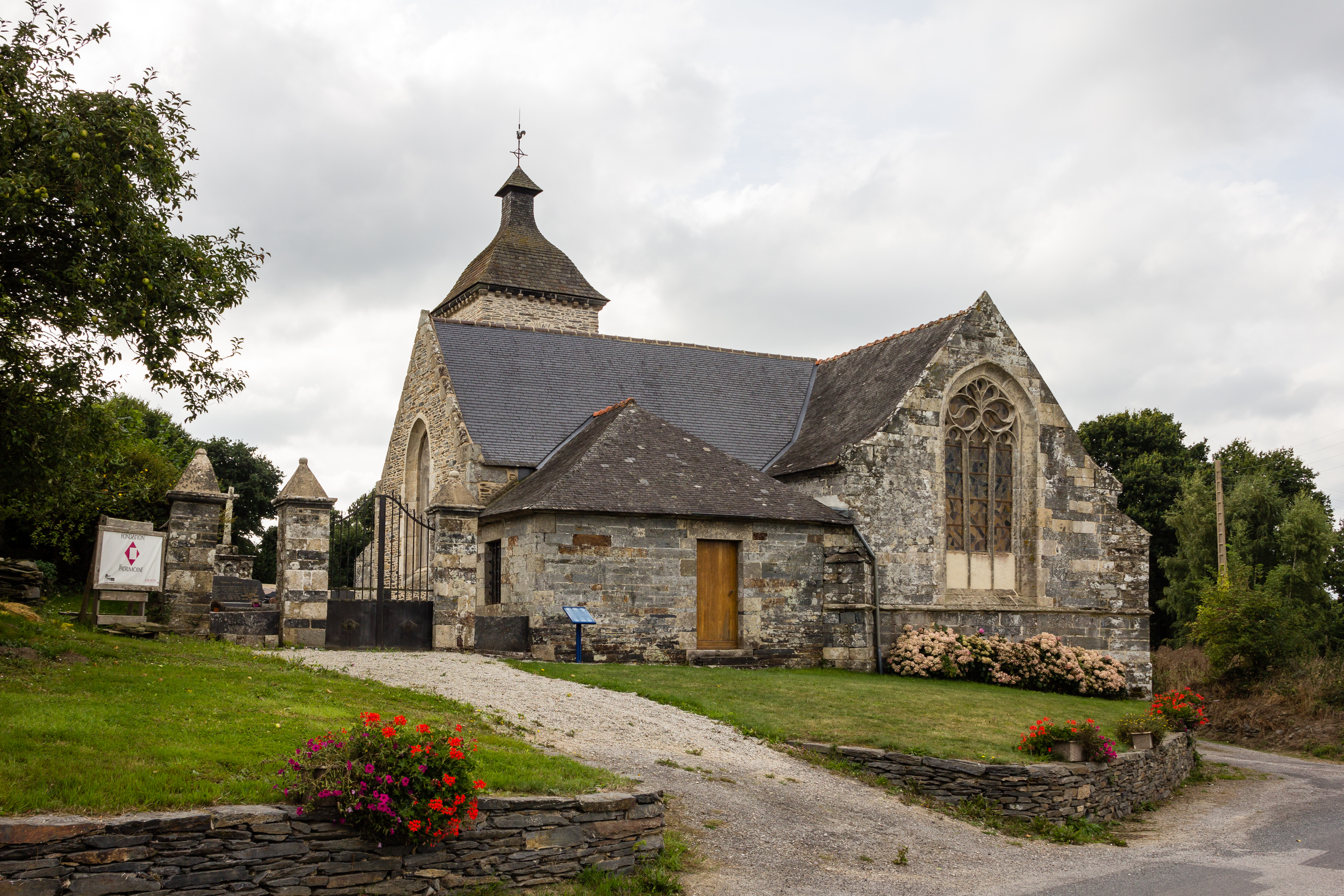